# Kusonóżka czerwonokolanowa
Kusonóżka czerwonokolanowa, ptasznik czerwonokolanowy (Brachypelma smithi) – gatunek pająka z rodziny ptasznikowatych. Zamieszkuje półpustynne tereny Meksyku oraz sawanny.
Gatunek ten został sklasyfikowany w 1897 roku przez Fredericka Octaviusa Pickarda-Cambridge’a. Inna nazwa to Eurypelma smithi.

## Status i ochrona
Ze względu na atrakcyjny dla hodowców wygląd został prawie całkowicie wytępiony w środowisku naturalnym. Z tego powodu wciągnięto go na listę gatunków prawnie chronionych. Gatunek objęty Konwencją Waszyngtońską (CITES). Według IUCN jest gatunkiem bliskim zagrożenia.

## Opis
Dorosły osobnik ma czarną tarczkę grzbietową z perłową obwódką, odwłok czarny z dłuższymi perłowymi włoskami, na odnóżach pomarańczowe plamki. Brak dymorfizmu płciowego. Młode są ubarwione inaczej, do osobników dorosłych upodabniają się stopniowo, wraz ze wzrostem. Świeżo po wylęgu są różowe z ciemną plamką na odwłoku. Zaczynają zmieniać kolory po piątej wylince, na początku nieznacznie; po kolejnych dwóch, trzech linieniach ptasznik jest miniaturką dorosłego osobnika.
Dojrzały samiec ma na nogogłaszczkach narządy kopulacyjne, a na przedniej parze odnóży haczyki. Pełne wymiary ciała (7–8 cm) Brachypelma smithi osiąga po około 6 latach. Dojrzałość płciowa u samicy rozwija się po około 4–5 latach, u samca po 3–4 latach.

## Hodowla
Brachypelma smithi potrzebuje terrarium o wymiarach 30×20×30 cm. Podłożem może być torf kwaśny lub substrat kokosowy bądź w części warstwa grubszego żwiru. Przydatna jest połówka łupiny orzecha kokosowego lub korzeń jako kryjówka oraz miseczka na wodę. Niektóre ptaszniki same przebudowują sobie terrarium, kopiąc norkę lub wygrzebując rośliny. Optymalna temperatura to około 25–26 °C w dzień ze spadkami do 22–23 °C w nocy; wilgotność rzędu 60–65%.
Rozmnażanie nie sprawia większych problemów, samice rzadko atakują partnerów. Samica w ciągu kilku tygodni (lub miesięcy – zależy to od warunków hodowli oraz od samej samicy) tworzy kokon i w jego wnętrzu składa od 200 do 600 jaj, rzadziej do 1000. Młode opuszczają kokon po 7–8 tygodniach.
Ptasznik ten ma łagodne usposobienie, jedyną nerwową reakcją jest wyczesywanie włosków parzących z odwłoka. Jad nie stanowi zagrożenia dla człowieka.
Brachypelma smithi to pająk długowieczny: samice często dożywają 20 lat; samce żyją krócej, do 2 lat po ostatniej wylince.